# Vladimir Krstić
Vladimir Krstić, né le 27 juillet 1972, à Osijek, en République socialiste de Croatie, est un ancien joueur croate de basket-ball. Il évolue durant sa carrière au poste de meneur.

## Palmarès
- Championnat de Croatie :
  - Vainqueur : 1999, 2000.
- Coupe de Croatie :
  - Vainqueur : 1994, 1999.